# Arma slaverilor
„Arma slaverilor” (titlu original: „The Slaver Weapon”) este al 14-lea episod din primul sezon al serialului TV american științifico-fantastic Star Trek: Seria animată. A avut premiera la 15 decembrie 1973 pe canalul NBC.
Episodul a fost regizat de Hal Sutherland după un scenariu de Larry Niven.

## Prezentare
În naveta Copernicus, Mr. Spock, Uhura și Sulu sunt în drum spre Baza Stelară nr. 25 pentru a transporta un artefact rar aflat într-o cutie. Acesta aparținea culturii Thrint. La un moment dat războinici Kzinti, felinoide agresive, intervin. 